# Branko Radivojevič
Branko Radivojevič (* 24. November 1980 in Piešťany) ist ein ehemaliger slowakischer Eishockeyspieler, der mit der slowakischen Nationalmannschaft an zwei Olympischen Winterspielen teilnahm.

## Karriere
Branko Radivojevič begann seine Karriere als Eishockeyspieler in der Jugend des HK Dukla Trenčín, für dessen Profimannschaft er in der Saison 1997/98 sein Debüt in der slowakischen Extraliga gab. Anschließend wechselte er zu den Belleville Bulls, die ihn beim CHL Import Draft 1998 in der ersten Runde als insgesamt 49. Akteur gezogen hatten und für die er von 1998 bis 2001 in die kanadische Top-Juniorenliga Ontario Hockey League aktiv war. In diesem Zeitraum wurde der Angreifer im NHL Entry Draft 1999 in der dritten Runde als insgesamt 93. Spieler von der Colorado Avalanche ausgewählt, für die er allerdings nie spielte. Da diese ihn in den folgenden beiden Jahren nicht unter Vertrag nahmen, wurde der Rechtsschütze am 19. Juni 2001 als Free Agent von den Phoenix Coyotes verpflichtet, für die er in den folgenden drei Spielzeiten in der National Hockey League auf dem Eis stand.
Am 9. Februar 2004 wurde Radivojevič zusammen mit Sean Burke und Ben Eager im Tausch für Mike Comrie an die Philadelphia Flyers abgegeben, für die er bis Saisonende in insgesamt 42 Partien auflief. Den Lockout während der NHL-Saison 2004/05 überbrückte der Slowake in Europa, wo er für Vsetínská hokejová in der tschechischen Extraliga sowie Luleå HF in der schwedischen Elitserien aktiv war. Nach der Wiederaufnahme des Spielbetriebs in der NHL zur Spielzeit 2005/06 kehrte er zu den Philadelphia Flyers zurück. Von 2006 bis 2008 stand der Flügelspieler bei deren Ligarivalen Minnesota Wild unter Vertrag, ehe er vor der Saison 2008/09 vom HK Spartak Moskau aus der neu gegründeten Kontinentalen Hockey-Liga verpflichtet wurde, für den er bis 2011 spielte. Dabei war er in der Saison 2009/10 Assistenz- und in der folgenden Saison Mannschaftskapitän.
Anfang August 2011 wurde sein Vertrag mit Spartak aufgelöst und Radivojevič wechselte zu Atlant Moskowskaja Oblast. Ein Jahr später, im Mai 2012, kehrte er zu Spartak zurück und unterschrieb einen Vertrag über zwei Jahre mit dem Klub. In der folgenden Saison führte er Spartak wieder als Kapitän aufs Eis und erzielte 25 Scorerpunkte in 55 Saisonspielen. Anschließend wurde sein laufender Vertrag aufgelöst und Radivojevič wechselte zu Neftechimik Nischnekamsk. Dort konnte er jedoch nicht an seine gezeigten Leistungen anknüpfen und wurde im Oktober 2013 freigestellt und wenige Tage später vom HC Slovan Bratislava verpflichtet. Für den HC Slovan lief er in 31 KHL-Partien und zweimal im Rahmen des Nadeschda-Pokals auf, ehe sein Vertrag zum Saisonende auslief.
Zu Beginn der Saison 2014/15 spielte Radivojevič wieder für seinen Heimatverein HK Dukla Trenčín in der slowakischen Extraliga, ehe er im Oktober 2014 zu den Bílí Tygři Liberec in die tschechische Extraliga wechselte. Mit den Weißen Tigern vermied er in der Liga-Relegation 2015 den Abstieg in die zweite Liga. Ein Jahr später gewann er mit den Tigern die tschechische Meisterschaft und gehörte dabei zu den offensiv-stärksten Akteuren seines Teams. Wiederum ein Jahr später erreichte er mit dem Klub aus Liberec die Vizemeisterschaft, ehe er im Mai 2017 zu seinem Heimatverein zurückkehrte, wo er 2020 seine Karriere beendete.
Bereits während seiner letzten aktiven Spielzeit stieg er in das Management von Dukla Trenčín ein und ist dort seither Sportmanager.

### International
Für die Slowakei nahm Radivojevič im Juniorenbereich an der U18-Junioren-Weltmeisterschaft 1998 und der U20-Junioren-Weltmeisterschaft 2000 teil. Im Seniorenbereich stand er im Aufgebot seines Landes bei den Weltmeisterschaften 2003, 2007, 2009 und 2011 sowie bei den Olympischen Winterspielen 2010, Olympischen Winterspielen 2014 und beim World Cup of Hockey 2004.

## Erfolge und Auszeichnungen
- 1999 J.-Ross-Robertson-Cup-Gewinn mit den Belleville Bulls
- 2001 OHL First All-Star Team
- 2001 Jim Mahon Memorial Trophy
- 2003 Teilnahme am NHL YoungStars Game
- 2009 Teilnahme am KHL All-Star Game
- 2010 Teilnahme am KHL All-Star Game
- 2016 Tschechischer Meister mit den Bílí Tygři Liberec
- 2016 Bester Vorlagengeber der Extraliga mit den Bílí Tygři Liberec
- 2017 Tschechischer Vizemeister

### International
- 2003 Bronzemedaille bei der Weltmeisterschaft
- 2012 Silbermedaille bei der Weltmeisterschaft

## Statistik
(Stand: Ende der Saison 2013/14)